# Valle de Shebelle
Valle de Shebelle (también escrito el Valle de Shabelle), es un valle localizado en el Cuerno de África.
Sigue la línea del norte del río Shabelle desde el Océano Índico a través de Somalia y adentrándose en Etiopía.
Junto con el valle de Juba, y cerca de los lagos Chamo y Abaya, el valle es considerado como un Área de Aves Endémicas por la organización BirdLife International.